# Pieter Heessels
Pieter Heessels (Schijndel, 7 december 1961) is een Nederlandse acteur. 

## Carrière
Heessels haalde na 7 jaar in 1981 zijn havodiploma. 
In de (eerste) vierde klas richtte hij cabaretgroep De Piscopeetjes op, samen met klasgenoot Frenk de Wert die in dezelfde tijd met coverband Tilt begon. Aanvankelijk wilde Pieter kinderarts worden maar na 7 jaar havo leek dat niet haalbaar.  Hij volgde de inservice opleiding tot verpleegkundige aan het Catharinaziekenhuis in Eindhoven, behaalde zijn diploma in 1985 en werkte er nog tot 1989. 
In 1988 deed hij auditie voor de parttime-opleiding docent/regisseurs aan de toneelacademie in Maastricht. Hij werd tot eigen verbazing aangenomen en zat er tot 1991. Om in zijn onderhoud te kunnen voorzien maakte hij in 1989 de overstap naar het Groot Ziekengasthuis in 's-Hertogenbosch waar hij invalwerk deed op de afdeling spoedeisende hulp. Daarnaast werkte hij als technicus in theater 'Casino' in 's-Hertogenbosch. Na te zijn gestopt met de toneelacademie, stopte hij ook met het werk in het ziekenhuis en ging definitief het theaterleven in. Na een sollicitatie bij Joop van den Ende werd hij voor de reizende productie Funny Girl, met onder meer Simone Kleinsma en Joep Onderdelinden aangenomen. 
Meerdere producties volgden: Cyrano, de musical (met Bill van Dijk en Danny de Munk), The Phantom of the Opera (met Henk Poort en Joke de Kruijff), nogmaals Cyrano, de musical (met weer Bill van Dijk en Danny de Munk) maar nu de Broadwayversie in theater Carré in Amsterdam, My Fair Lady (met Vera Mann, Paul van Vliet en Piet Bambergen) en Evita (met Pia Douwes en Bill van Dijk). Meestal als requisieteur, bij The Phantom of the Opera als assistant stage manager en bij de Carré-versie van Cyrano, de musical als hydraulica-operator. Vanaf Cyrano, de musical werd Pieter Heessels ook ingezet als swing voor de mannelijke cast en zo heeft hij op menig Nederlands podium gestaan.
Om zich wat meer te bekwamen in acteren voor de camera volgde hij bij 'De Trap' enkele cursussen (en kreeg les van onder meer Marianne Vloetgraven en Ellen Rohrman) en een cursus bij Ruud van Hemert.
Hij werkt op freelance basis als acteur.

## Televisie en film
In 1993 leidde Pieter het team van Het Klokhuis rond achter de schermen van de musical Cyrano, de musical voor de aflevering Achter de schermen in theater Carré in Amsterdam.
Daarna was hij op televisie te zien in Voor een geeltje knaken, als maatschappelijk werker in een film over gokverslaving. Hij speelde in de soapseries Goudkust en Goede tijden, slechte tijden gastrollen. In 2007 was hij te zien in een commercial van ANWB wegenwacht. Voor de stichting BOA speelde hij in een instructiefilm en hij was in de bioscoop te zien tijdens het Nederlands filmfestival in het filmpje Opzet dat enkele prijzen in de wacht wist te slepen in het 48 hour film project.
Verder o.a. te zien in www.henkdefilm.nl

## Theater
Na de havo speelde Pieter Heessels in vele musicals en toneelstukken: pa in Het Bevrijdingskind en zijn droomrol Fagin in Oliver!, Boschemijne, De Driestuiver Opera, Lolle Broekmans in Dè never nooit nie, Bossche Revue, Koning van Frankrijk in King Lear, Jan in Largo Desolato, Osip in De Révisor, Mr. MacDonald in Nu of Nooit, Leo Darling in Nine, Lodewik in Het wederzijds Huwelijksbedrog, Bill Snibson in Me and my Girl,  Jochem in Leve het Leven, Mychael in De zevende blyscap van Maria, David in "De Kat op het Spek".

## Concerten
Hij was in 2004 solist bij het nieuwjaarsconcert concert van harmonie Sint Cecilia in Schijndel onder muzikale leiding van Adri Verhoeven.

## Opnamen
In 1985 nam Heessels de LP op van de musical Boschemijne. 
Later dat jaar werd ook de Bossche Revue op de plaat gezet.
In 1995 zong hij op de CD van Evita het Requiem mee onder muzikale leiding van Harry van Hoof.